# 2-Sukcinil-6-hidroksi-2,4-cikloheksadien-1-karboksilatna sintaza
2-Sukcinil-6-hidroksi-2,4-cikloheksadien-1-karboksilatna sintaza (EC 4.2.99.20, 2-sukcinil-6-hidroksi-2,4-cikloheksadien-1-karboksilna kiselina sintaza, 6-hidroksi-2-sukcinilcikloheksa-2,4-dien-1-karboksilatna sintaza, SHCHC sintaza, MenH, YfbB) je enzim sa sistematskim imenom 5-enolpiruvoil-6-hidroksi-2-sukcinilcikloheks-3-en-1-karboksilat piruvat-lijaza (formira (1R,6R)-6-hidroksi-2-sukcinilcikloheksa-2,4-dien-1-karboksilat). Ovaj enzim katalizuje sledeću hemijsku reakciju
5-enolpiruvoil-6-hidroksi-2-sukcinilcikloheks-3-en-1-karboksilat {\displaystyle \rightleftharpoons } ()-6-hidroksi-2-sukcinilcikloheksa-2,4-dien-1-karboksilat + piruvat
Ovaj enzim učestvuje u biosintezi vitamina K2 (menahinona).

## Literatura
- Nicholas C. Price; Lewis Stevens (1999). Fundamentals of Enzymology: The Cell and Molecular Biology of Catalytic Proteins (Third изд.). USA: Oxford University Press. ISBN 019850229X.
- Eric J. Toone (2006). Advances in Enzymology and Related Areas of Molecular Biology, Protein Evolution (Volume 75 изд.). Wiley-Interscience. ISBN 0471205036.
- Branden C; Tooze J. Introduction to Protein Structure. New York, NY: Garland Publishing. ISBN 0-8153-2305-0.
- Irwin H. Segel. Enzyme Kinetics: Behavior and Analysis of Rapid Equilibrium and Steady-State Enzyme Systems (Book 44 изд.). Wiley Classics Library. ISBN 0471303097.

## Spoljašnje veze
- 2-succinyl-6-hydroxy-2,4-cyclohexadiene-1-carboxylate+synthase на 